# ام حکیم بنت حارث بن هشام
ام حکیم بنت حارث بن هشام (به عربی: أم حكيم بنت الحارث بن هشام) صحابه محمد پیامبر اسلام بود.

## زندگی
پدرش حارث بن هشام بن مغیره بن عبدالله بن عمر بن مخزوم بود. و مادرش فاطمه بنت ولید بن مغیره بن عبدالله بن عمر بن مخزوم بود.
او همسر عکرمه بن ابی‌جهل بود که در جنگ یرموک در سال ۶۳۴ کشته شد.
همسر دومش خالد بن سعید بود. که در نبرد مرج صفر کشته شد.
همسر سومش عمر بن خطاب بود که از او صاحب دختری بنام فاطمه بنت عمر شد.

## جنگ احد
او در جنگ احد همسرش عکرمه و سایر قریشیان مکه، را که علیه مسلمانان جنگیدند همراهی کرد. او همراه با زنان دیگر، در حالی که گروه زنان، قریش، را به میدان جنگ هدایت می‌کردند. بر طبل می‌کوبید

## فتح مکه
در سال ۶۳۰ زمانی که مسلمانان مکه را فتح کردند، ام حکیم همراه با سایر قریش اسلام آورد. او شوهرش عکرمه را هم متقاعد کرد که اسلام را بپذیرد‌.

## نبرد مرج صفر
در جریان نبرد مرج صفر در سال ۶۳۴ پس از کشته شدن سعید بن خالد، ام حکیم به تنهایی هفت سرباز بیزانسی را با تیرک خیمه‌ای در نزدیکی پلی که امروزه به پل ام حکیم در نزدیکی دمشق معروف است، کشت.